# Cordell Walker
Cordell Walker è un personaggio immaginario interpretato da Chuck Norris nella serie televisiva Walker Texas Ranger, distribuita originariamente tra gli anni novanta e gli inizi degli anni duemila. È il protagonista della serie.
Il personaggio è stato successivamente riassegnato all'attore Jared Padalecki in una serie reboot dal 2021 al 2024.

## Creazione
Cordell Walker è ispirato ad un precedente personaggio di Chuck Norris nel film Una magnum per McQuade ed è stato paragonato agli sceriffi del vecchio West. Molti fan hanno individuato delle somiglianze anche col personaggio di Martin Riggs interpretato da Mel Gibson nel film Arma letale: entrambi sono ufficiali di polizia, entrambi esperti di arti marziali, entrambi hanno un passato nelle forze speciali, entrambi veterani del Vietnam, entrambi sono affiancati da un collega di colore, entrambi posseggono una Beretta 92 FS, entrambi hanno perso la loro prima moglie in un attentato destinato a loro stessi.
Il personaggio è quasi autobiografico del suo attore, infatti è anch'egli mezzo cherokee e per metà di origini irlandesi: dalla sua tribù è soprannominato Washoe (Aquila Solitaria).
Orfano dei genitori a 12 anni, Cordell è vissuto in una riserva cherokee con lo zio, per poi arruolarsi negli U.S. Marines durante la guerra del Vietnam: iscrittosi al corpo dei Texas Rangers, ne diverrà uno dei membri più redditizi di sempre. I numerosi ostacoli che ha dovuto affrontare, dall'infanzia nella riserva sino al Vietnam, lo hanno reso uno degli uomini più abili del Texas, al quale le varie contee, non solo quella di Dallas, si rivolgono spesso in occasione di situazioni pericolose o sequestri di persone note.

## Accoglienza
Walker ha ricevuto numerose critiche positive, finendo spesso nelle liste dei personaggi più carismatici della TV durante gli anni novanta. Critici del calibro di Roger Ebert, Gillian Flynn hanno elogiato le doti e il carisma di Walker, ritenendolo uno dei protagonisti più apprezzabili delle serie-TV di quel periodo: l'immedesimazione col suo interprete e le numerose analogie hanno parallelamente contribuito all'identificazione di Norris con Walker e viceversa.
Dal 2005 Walker e il suo interprete sono stati inoltre oggetti di numerose parodie da parte del comico Conan O'Brien.

## Caratteristiche e personalità
Durante il suo servizio in Vietnam, Cordell venne gravemente ferito durante una missione perché lui e la sua squadra furono traditi dal pilota Shrader; Walker fu l'unico a salvarsi (in un episodio della serie metterà in atto la sua vendetta). Nell'ospedale militare conobbe Yoshi, un giovane che divenne suo amico. Il padre di Yoshi era un membro onorevole della Yakuza e grande maestro di arti marziali. Il giovanissimo Cordell chiese di prendere delle lezioni diventando un grande esperto in diverse arti marziali. Dopo la fine della guerra Cordell ha continuato la sua formazione nelle arti marziali, diventando campione del Mondo di Kick-boxing.
Nonostante le doti fisiche e la solidità morale (ampliate nei Chuck Norris Facts), che dimostra nella maggioranza delle puntate, viene talvolta salvato o quantomeno aiutato da Trivette o da altri personaggi; inoltre cade in momentanea depressione nell'episodio Fuga nella boscaglia, e in La visione dove, rimasto cieco, pensa di dimettersi dai ranger.
Grazie al tempo trascorso nelle forze speciali dello United States Marine Corps (3º Battaglione Force Recon) Walker è in grado di usare qualsiasi arma da fuoco. Nella seconda e terza stagione della serie utilizza una Smith & Wesson 19, mentre dagli ultimi episodi della terza fino all'ottava, per la maggior parte della serie, utilizza una Taurus PT92. Nella nona e ultima stagione usa una Walther P88C, che utilizza anche nella prima stagione e nel film TV Walker Texas Ranger - Riunione mortale. Nel film per la televisione Walker Texas Ranger - Processo infuocato utilizza nuovamente una Taurus PT92. Nelle missioni in incognito si serve sempre di una Beretta 92FS.

## Biografia

### Infanzia e gioventù
(C.D. Parker, amico di Walker.)
Walker è nato nel 1947 figlio di un cherokee (John Firewalker) ed una bianca (Elizabeth Firewalker) che si conobbero ad un rodeo qualche anno prima e si innamorarono. Fino ai 12 anni Cordell e i suoi genitori vissero in Oklahoma, lontani dalle riserve indiane di cui era originario il padre: di questo periodo della sua vita non si sa molto, solo che visse anni molto felici con la famiglia, nonostante non avesse mai brillato a livello di rendimento scolastico.
Quando Walker aveva 12 anni i genitori lo portarono in un parco giochi perché il bambino voleva vedere la ruota panoramica, esperienza che lo divertirà molto, tanto da risultare il suo più bel ricordo di quel periodo. Mentre stavano per entrare in macchina furono assaliti da tre malviventi, tra cui Clint Murdoch, che iniziarono a provocare i suoi genitori. Quando John, dopo l'ennesimo insulto, reagì con violenza, Murdock estrasse un coltello colpendolo in pieno petto, e poco dopo fece lo stesso con Elizabeth: il piccolo Cordell rimase a piangere sui cadaveri fin quando non arrivò la polizia.
Cordell dopo alcuni mesi andò a vivere quindi con suo zio paterno Ray nella riserva, che lo accolse nonostante i rapporti tesi con John, a causa della sua scelta di lasciare la riserva alla nascita del figlio. Qui il giovane Cordell visse una vita difficile, specie con alcuni compagni che lo picchiavano, fino a quando un giorno intervenne Billy Lupo Grigio, che difese Walker e col quale il ranger divenne "fratello di sangue". All'inizio venne preso di mira da alcuni ragazzi per le sue scarse abilità nell'uso delle armi indiane; tuttavia lo zio Ray si accorse di questo e lo istruì alla vita della riserva, grazie anche al supporto di Billy, e inoltre divenne abilissimo in diverse specialità, divenendo un abile arciere e approfondendo la sua cultura sociale e linguistica.
Inoltre fece la conoscenza dello sciamano Aquila Bianca, che funse spesso da guida spirituale per Walker, chiedendogli spesso consigli sulle sue decisioni di vita. Aquila Bianca rimarrà un punto di riferimento per Walker anche negli anni a venire.

### Carriera in Vietnam
Diventato adulto, nei primi anni settanta Cordell si arruola negli U.S. Marines partendo per il Vietnam; fu costretto quindi ad abbandonare la riserva cherokee, suscitando il malumore, tra gli altri, di Billy Lupo Grigio. Tuttavia suo zio Ray acconsentì alla decisione di Cordell, anche perché questi si era già precedentemente consultato con Aquila Bianca, che aveva risposto favorevolmente. I rapporti con Billy tuttavia si incrinarono e restarono tesi per anni fino al 1994 quando i due si chiariranno durante un'indagine del futuro Texas Ranger Walker.
Durante il suo servizio in Vietnam, Cordell ebbe a che fare con parecchi ufficiali esigenti ma, grazie anche agli insegnamenti dello zio Ray ai tempi della riserva, divenne presto uno dei migliori Force Recon del suo corso, venendo presto promosso al ruolo di capitano. Quel contesto prevedeva però momenti oscuri che il capitano Walker avrebbe invariabilmente dovuto affrontare: durante un'operazione nel 1975 il suo battaglione venne attaccato dai Viet Cong, mentre Walker riuscì a salvare miracolosamente un bambino tuffandosi su di lui per proteggerlo dai proiettili, non riuscendo però a evitare che uno dei suoi uomini venisse brutalmente ucciso.
Verso fine guerra inoltre Walker venne gravemente ferito durante una missione perché lui e la sua squadra furono traditi dal pilota Randy Shrader, che fuggì via con tutte le provviste; Walker fu l'unico a salvarsi, nonostante avesse tre pallottole in corpo.
Nell'ospedale militare conobbe Yoshi, un giovane che divenne suo amico. Il padre di Yoshi era un membro onorevole della Yakuza e grande maestro di arti marziali. Il giovanissimo Cordell chiese di prendere delle lezioni diventando un grande esperto in diverse arti marziali. Dopo la fine della guerra Cordell ha continuato la sua formazione nelle arti marziali, diventando campione del Mondo di Kick-boxing.

### L'ascesa nei Texas Rangers e la morte di Ellen
Al suo ritorno dal Vietnam, nel 1981 Walker si trasferì a Dallas dove entrò a far parte del corpo dei Texas Rangers, divenendo in breve tempo uno dei migliori del gruppo, grazie alle versatili abilità dimostrate, e venendo promosso nel 1986 al grado di sergente, guadagnando anche numerose onorificenze; in questo periodo diverrà collega di C.D. Parker, un altro dei migliori Texas Rangers di Dallas. Sempre in questo periodo conosce Ellen, una ragazza di cui Cordell presto si innamorerà perdutamente, grazie alla sua estrema semplicità e spontaneità; addirittura Walker a un certo punto le chiederà di sposarlo, proposta che Ellen accetterà senza indugi, ma il loro sogno sarà presto spezzato dalla morte di Ellen, uccisa per sbaglio da un boss della droga, Vince Pike, in un attentato destinato allo stesso Walker. Il ranger, furioso, si ribellerà contro tutti i suoi colleghi, rischiando l'arresto e riuscendo infine a scovare Pike; nonostante sia sul punto di ucciderlo, verrà convinto in ultimo dal capitano Tom Price a farlo arrestare, per poi riuscire a superare il brutto momento grazie ad un ritiro spirituale presso Aquila Bianca. Tutto ciò avviene nel 1986.

### Walker e Alex
Nel dicembre dell'anno successivo, dopo una retata antidroga, durante un processo in cui Walker partecipa come testimone, conosce il vice-procuratore Alex Cahill, col quale avrà un pesante diverbio durante l'arringa (la donna non riusciva a credere che il ranger avesse potuto arrestare da solo 7 delinquenti). I due si chiariranno durante la notte di Capodanno 1988, nel nuovo locale di C.D., nel frattempo andato in pensione, finendo per baciarsi. Quando C.D. andrà in pensione, il nuovo collega di Walker diverrà Robert Mobley, un promettente giovane ranger: ciò nonostante nel 1989, durante una rivolta in Florida, Walker involontariamente salvò la vita al suo futuro collega James Trivette, che rischiava di rimanere ucciso durante una retata. L'anno prima inoltre (quando C.D. era ancora in servizio) Walker partecipò insieme a lui come testimone a un processo contro un uomo che, qualche anno più tardi, si rivelerà innocente, rivelandosi quindi uno dei pochissimi casi che Walker e C.D. non avessero risolto in modo brillante.
Quello tra Alex e Walker sarà un rapporto costantemente in evoluzione durante l'intera durata della serie: tuttavia Walker ha alcune relazioni occasionali nelle prime stagioni della serie, come nell'episodio L'uomo giusto nel momento sbagliato, dove si innamora di una cantante, difendendola dal suo ex marito, un uomo alcolizzato e violento; rimane inoltre colpito da una veterinaria in Una veterinaria in gamba confidandosi con zio Ray. Queste avventure finiscono quando si fidanza con Alex. Nell'episodio Furia cieca quando si scopre che il ranger era stato sul punto di sposarsi dieci anni prima, e che Cordell, sconvolto nell'accaduto, non ne aveva mai parlato con nessuno (la faccenda è difatti raccontata da C.D.) al termine della puntata, Walker riesce a sfogarsi solo con Alex, dopo aver arrestato nuovamente il suo boss. Anche Alex ha numerose relazioni: nell'episodio La vendetta dello sceriffo è già fidanzata con un uomo, dalla quale si separa verso l'episodio Pericolo nell'ombra dove avvia una bella amicizia con un professore sospettato di omicidio, mentre nell'episodio Rodeo reincontra un suo vecchio fidanzato di molti anni prima.
Il fidanzamento ufficiale tra i due avviene sul finire della quarta stagione: tuttavia questa relazione sarà spesso messa a repentaglio da criminali che vogliono vendicarsi di Walker o della stessa Alex: in svariate occasioni infatti Walker salverà la vita ad Alex, ad esempio nell'episodio Furia esplosiva dove Walker bacia per la prima volta Alex legata a una bomba da un pazzo omicida, oltre alle numerose ossessioni di Victor LaRue, un criminale ricorrente che tenta numerose volte di uccidere Alex, ma che alla fine Walker ucciderà. Nella sesta stagione inoltre, proprio quando Walker sta per chiedere ad Alex di sposarlo, la donna viene gravemente ferita da un criminale di nome Karl Storm, per poi riprendersi e accettare la proposta del ranger. Alex viene inoltre rapita negli episodi L'incubo e Prova di forza a Casa Diablo, scatenando l'ira di Walker che, in segno del suo amore per Alex, è disposto a ritrovarla anche da solo. In ogni occasione tuttavia Walker riesce puntualmente a salvare Alex e ad arrestare/uccidere i malfattori.

### Walker e Trivette
Mobley e Walker avvieranno nel frattempo una bella amicizia: tuttavia nel 1993 Mobley viene brutalmente ucciso da Emil Lavocat durante una rapina, e rimpiazzato proprio dall'ex giocatore di football James Trivette: all'inizio Walker fatica a fidarsi del nuovo collega ma in seguito i due diventano grandissimi amici, al punto da salvarsi spesso la vita a vicenda, e grazie al quale Walker riuscirà a catturare Lavocat. Inoltre nell'episodio successivo Walker ritrova Yoshi, il figlio del suo maestro di kick-boxing durante gli anni in Vietnam, venuto a Dallas per degli affari: Yoshi giura a Walker di essere uscito dagli affari criminali di yakuza in cui il padre era invischiato, ma poco dopo Walker scoprirà che in realtà Yoshi è a Dallas per uccidere un importante politico responsabile dell'omicidio di alcuni capi della mafia giapponese. A malincuore Walker confida all'amico di dover fare di tutto per fermarlo e, quando Yoshi rapisce la moglie del politico, lui e Walker si sfidano all'antica maniera in uno scontro, al termine del quale il politico ferisce Yoshi e viene arrestato da Walker. All'ospedale tuttavia Yoshi riesce a fuggire e a far perdere le sue tracce.
Trivette in breve tempo diverrà, insieme a C.D. Parker, il principale punto di riferimento di Cordell: già dal secondo episodio della seconda stagione la collaborazione tra i due li porterà alla risoluzione di un importante caso di spaccio di droga in una prigione. Gradualmente il loro rapporto diverrà sempre più confidenziale, quasi al capirsi al volo, formando una delle coppie più affiatate della giustizia di sempre. In numerosi episodi Walker si prende cura di Trivette, quando questi cade in momentanea depressione, come in Nelle mani di Dio quando Trivette crede di aver sparato accidentalmente a un bambino, o in Mai fidarsi quando viene accusato di aver sottratto soldi illegalmente durante un'operazione: in entrambi i casi Walker non perde mai la fiducia nel suo collega e riesce a dimostrare l'innocenza di Trivette verso fine puntata. Di contro, Trivette ottiene un ruolo maggiore quando Walker è costretto ad assentarsi dal gruppo, e quindi il suo collega diventa il protagonista del caso di quella determinata puntata, riuscendo anche senza l'aiuto di Walker a portarlo a termine brillantemente.

### Il matrimonio e la nascita di Angela
Alla fine dell'ottava stagione, Walker si sposa con Alex; tuttavia il loro viaggio di nozze sarà presto interrotto da Michael Westmoreland, killer creduto morto, che è riuscito ad impossessarsi dell'aereo dove i due stavano viaggiando e a uccidere i piloti. Tuttavia Walker approfitta di un suo momento di distrazione per ucciderlo, prendendo successivamente il controllo del mezzo insieme ad Alex e riuscendo, grazie all'aiuto di Francis Gage e Sydney Cooke, a portare in salvo tutti i passeggeri e a prendere un altro aereo diretto a Parigi per la loro luna di miele.
Nelle ultime due puntate, a pochi giorni dalla nascita della loro primogenita, Emil Lavocat l'assassino del primo collega di Walker, creduto morto, arriva alla prigione di Huntsville dove libera quattro dei suoi uomini migliori, lì arrestati, uccidendo le guardie della prigione. Quando Walker verrà a conoscenza che Lavocat non solo non è morto, ma ha anche avvelenato C.D. Parker qualche mese prima, comincerà una caccia ossessiva a lui e alla sua banda, intenzionata a sterminare i ranger che li arrestarono otto anni prima. Lavocat intanto farà uccidere due ranger, tra cui Wade Harper, uno dei più cari amici di Walker, e ferirà gravemente Trivette; Alex, preoccupata che Walker possa sortire lo stesso destino, ha un malore e viene fatta partorire d'urgenza con un taglio cesareo. Pedinando uno dei criminali della banda, Walker arriva al covo di Lavocat, col quale ingaggia uno violentissimo scontro, al termine del quale, grazie ad uno stratagemma, il ranger riesce a farlo saltare in aria. L'ultima scena della serie vede Walker e Alex presentare ai loro amici la loro figlia, chiamata Angela.
Nel film televisivo Walker Texas Ranger - Processo infuocato, ambientato quattro anni dopo, notiamo che da un po' di tempo il ranger ha ottenuto il ruolo di capitano: nonostante abbia quasi sessant'anni, Cordell dimostra ancora ottimi riflessi e grandi capacità di combattimento, in grado di tenere testa a una banda di tre coreani esperti di arti marziali. Rimane però vedovo alla fine, poiché Alex viene accidentalmente uccisa dal capo di una banda di rapinatori in una sparatoia.

## Talento e abilità
Walker è esperto in diverse arti marziali (Karate, taekwondo, judo, Hapkido, ju jitsu brasiliano e kickboxing), apprese perlopiù durante il periodo trascorso in Giappone.
In quasi ogni episodio Walker dà dimostrazione delle sue capacità in combattimento sconfiggendo avversari incredibilmente abili come il mercenario Lazzaro (che aveva eliminato facilmente diversi agenti governativi sotto copertura) e la reincarnazione di un antico ed imbattibile guerriero intenzionato ad eliminare il nuovo Dalai Lama; inoltre riesce a mettere in seria difficoltà Philip Brouchard, il killer più pericoloso al mondo . Non di rado compie gesta al limite del possibile, come lanciare un uomo a diversi metri d'altezza servendosi di una tecnica marziale o sfondare il parabrezza di una macchina con un calcio volante.
Cordell è in possesso di prestazioni fisiche olimpioniche (che nonostante l'età non sembrano regredire) e di un udito molto sviluppato, è un abilissimo arciere, un ottimo detective ed un esperto di diverse armi bianche.
Spesso Cordell ha dei presentimenti dovuti al suo intuito cherokee, che si rivelano sempre corretti. Oltre che nelle arti marziali, Walker è abile nel rodeo e nei singoli episodi dimostra risorse in apparenza illimitate, guida elicotteri ed aerei, sostituisce un pilota di formula uno e risolve emergenze di vario tipo. Queste risorse sono ben riscontrabili nell'episodio Il vendicatore della quarta stagione, quando Caleb Hooks lo costringe ad affrontare quattro scontri mortali contro i suoi mercenari, che Walker supera brillantemente. Grazie alla sua grande esperienza è in grado di sopravvivere in situazioni di estremo pericolo, come nell'ottava stagione quando riesce a sopravvivere all'assalto di dodici militari statunitensi intenzionati a uccidere lui e Alex, oppure a combattere e sconfiggere Victor LaRue dopo essere stato punto da diversi scorpioni velenosi, o ancora, battere il suo ex commilitone Shraeder con una gamba ferita ed inutilizzabile. Inoltre si devono a lui la cattura di alcuni dei criminali più ricercati di sempre come Philip Brouchard, Steven Rete e Michael Westmoreland.
Come ex operatore delle forze speciali (United States Marine Corps Reconnaissance Battalions) è esperto nell'uso di qualsiasi arma da fuoco. L'esperienza nelle giungle del Vietnam combinata alle tecniche di sopravvivenza apprese dagli indiani fanno di lui un abilissimo survivalista.

## Nemici
Uno dei nemici principali di Walker, in ordine cronologico, è Emil Lavocat, un abilissimo rapinatore che compare nel primo episodio della serie: Walker nutre un particolare odio nei confronti di Lavocat poiché quest'ultimo, nella sua prima apparizione, si rende responsabile della morte di Mobley, collega di Walker, poi sostituito da James Trivette. Alla fine Walker riuscirà ad arrestarlo, una volta capito il suo ultimo piano; Lavocat tuttavia si fingerà morto, per poi ricomparire anni dopo nell'ultimo episodio della serie, dove si scopre che è responsabile anche della morte di C.D., avvenuta alcuni mesi prima all'apparenza per un infarto. Lo scontro finale tra i due è tra i più coinvolgenti dell'intera serie, con due avversari che in ogni colpo sfogano il proprio odio l'uno verso l'altro. Questo perché un antenato di Lavocat, Moon, fu anticamente ucciso da Hayes Cooper, antenato di Walker, e perciò dal momento di questa scoperta l'odio del ranger verso il criminale è più che mai ricambiato. Nella scena finale tuttavia Walker riesce a innescare una delle bombe che Lavocat aveva nella sua cintura, avendo la meglio.
Altri due antagonisti con cui Walker ha un conto in sospeso sono Randy Shrader e Vince Pike: il primo compare nell'episodio Nome in codice: Dragonfly quando Walker rivela che Shrader fu uno dei responsabili della morte di alcuni soldati durante la guerra in Vietnam, poiché li tradì fuggendo su un elicottero con tutte le provviste necessarie: Walker fu il solo a salvarsi, e da allora ha sempre sedimentato una sete di vendetta verso Shrader, che si compirà nello scontro tra i due, in cui alla fine il ranger ucciderà Shrader accoltellandolo. Il secondo compare nell'episodio Furia cieca ed è anch'egli legato al passato di Walker: infatti Pike anni prima uccise Ellen, la futura sposa del ranger, in un attentato destinato a lui, per poi venire condannato a 40 anni di carcere. Corrompendo i giudici, uscirà dopo appena 10 anni ma Walker, benché preso da rabbia e rimorsi per tutto l'episodio, deciderà di non uccidere Pike ma di consegnarlo alla giustizia e di sfogarsi infine con Alex.
Sempre all'interno della serie vanno citati altri due nemici ricorrenti: il primo è Victor LaRue, che nella terza stagione rapisce un importante uomo d'affari e altre persone tra cui Alex. Per Walker questa sarà una vera lotta contro il tempo, coadiuvata da veri e propri momenti di terrore in cui prima LaRue tenterà di violentare Alex, mentre poi cercherà di schiacciare tutti gli ostaggi sotto un rullo compressore. Dopo il suo arresto da parte del ranger, comincia a sviluppare un profondo odio verso Alex, e per questo Walker si adopererà per proteggere la donna a qualsiasi costo, riuscendo a salvarla da un ennesimo tentativo di stupro da parte del criminale, uccidendolo definitivamente. Il secondo è Caleb Hooks, trafficante d'armi che cerca di vendicare la morte del fratello per mano di Walker, rapendo il ranger e costringendolo a battersi con i suoi uomini. In un primo momento Walker riuscirà a sopravvivere a tutte le prove e a ferire gravemente Hooks, che però ricomparirà dopo tre anni nella settima stagione e rapirà Trivette e Alex per farli affogare in un'enorme vasca. Tuttavia anche stavolta il ranger non si dà per vinto, e riesce a superare tutti gli ostacoli postigli da Hooks, uccidendo quest'ultimo e liberando i suoi amici.
Ma forse l'avversario più difficile da sconfiggere è Philip Brouchard, un astutissimo killer definito da Walker come "l'uomo più pericoloso che abbia mai conosciuto". Appare nell'episodio finale della terza stagione, durante il quale cerca di uccidere Raphael Mendoza, uno scomodo politico messicano. Walker capisce subito che tra lui e Brouchard ci sono molte similitudini, acuite anche da numerose abilità in comune: entrambi dotate di un particolare sesto senso, entrambi abili nell'uso di qualunque arma di fuoco o nel dileguarsi rapidamente, entrambi ottimi combattenti. Proprio queste caratteristiche comuni, porteranno Walker quasi ad essere ossessionato dalla figura di Brouchard, forse a causa del fatto che per la prima volta il ranger ha trovato un avversario alla sua altezza, generandogli anche paura. Il tutto viene fuori durante la battaglia tra Walker e gli uomini del killer, in cui spesso i due si provocano via radio e cercano di anticiparsi a vicenda. Nel faccia a faccia finale interessante come Brouchard darà molto filo da torcere al ranger, quest'ultimo protagonista forse del suo scontro più difficile, ma alla fine Walker riuscirà a sopraffarlo e ad arrestarlo.
Nella nona stagione inoltre Walker e la sua squadra combatteranno un uomo misterioso detto Il Presidente, la cui lotta si protrarrà per ben quattro episodi, in cui Walker approfondisce sempre più la conoscenza psicologica del suo avversario (non avendolo mai visto in volto), che cerca di annichilire le sue abilità quanto più possibile per eliminarlo o quantomeno tenerlo a bada. A vincere nella lotta finale sarà nuovamente il ranger, in uno scontro al cardiopalma a causa di un ordigno, sotto al quale alla fine Il presidente soccomoberà.

## Filmografia
- Walker Texas Ranger – serie TV, 203 episodi (1993-2001)
- Walker Texas Ranger - Riunione mortale – film TV, regia di Michael Preece (1995)
- Sons of Thunder – serie TV, 4 episodi (1999)
- Più forte ragazzi – serie TV, cameo nell'episodio 2x16 (2000)
- Walker Texas Ranger - Processo infuocato – film TV, regia di Aaron Norris (2005)
- Walker – serie TV, 69 episodi (2021-2024)